# Daniel Bäckström (låtskrivare)
Benn Daniel Bäckström, född 17 oktober 1974, är en svensk låtskrivare och musikproducent. Han är en av låtskrivarna och producenterna till populära låtar som (In Med Bollen, Vi drar till fjällen, Mera Mål, Millennium 2 med flera) med artisten Markoolio. Bäckström var en av grundarna till musikbolaget X5 Music.